# 1968 en Saskatchewan
Chronologie de la Saskatchewan
- 1964
- 1965
- 1966
- 1967
- 1968
- 1969
- 1970
- 1971
- 1972

Cette page concerne des événements d'actualité qui se sont produits durant l'année 1968 dans la province canadienne de la Saskatchewan.

## Politique
- Premier ministre : Ross Thatcher
- Chef de l'Opposition :
- Lieutenant-gouverneur : Robert L. Hanbidge
- Législature :

## Naissances

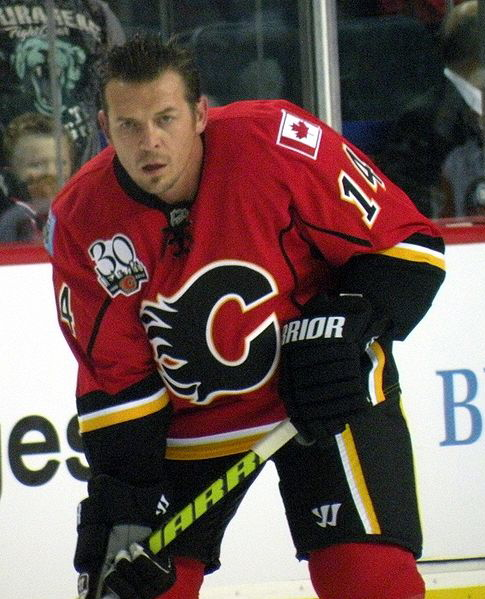
Theoren Fleury

- Kevin Churko, né en 1968 à Régina, est un producteur, parolier et ingénieur du son.

- 13 mars : Gerald Bzdel (né à Wynyard) est un joueur professionnel de hockey sur glace canadien.

- 29 juin : Theoren Wallace Fleury (né à Oxbow) est un ancien joueur de hockey sur glace professionnel.

- 30 octobre : Patrick Gerald Elynuik (né à Foam Lake) est un joueur professionnel de hockey sur glace canadien[1]. Il évolue au poste d'ailier.